# Abdelhamid El Kaoutari
Abdelhamid El Kaoutari (Montpellier, 17 maart 1990) is een Frans-Marokkaanse profvoetballer. Hij verruilde in januari 2019 Wydad Casablanca voor AS Nancy.
Sinds 2007 speelde hij zes wedstrijden als verdediger voor Montpellier. Hij was ook Frans jeugdinternational. Later besloot hij bij de senioren voor Marokko uit te komen. Dit mocht vanwege zijn afkomst en het feit dat hij voor Frankrijk alleen bij de junioren speelde. Hij debuteerde voor Marokko in 2011. Hij nam met het Marokkaans olympisch voetbalelftal onder leiding van de Nederlandse bondscoach Pim Verbeek deel aan de Olympische Spelen van 2012 in Londen.

## Statistieken
| Seizoen     | Club            | Land      | Competitie | Wedstrijden | Doelpunten |
| ----------- | --------------- | --------- | ---------- | ----------- | ---------- |
| 2007/08     | Montpellier HSC | Frankrijk | Ligue 2    | 1           | 0          |
| 2008/09     | Montpellier HSC | Frankrijk | Ligue 2    | 4           | 0          |
| 2009/10     | Montpellier HSC | Frankrijk | Ligue 1    | 25          | 0          |
| 2010/11     | Montpellier HSC | Frankrijk | Ligue 1    | 25          | 1          |
| 2011/12     | Montpellier HSC | Frankrijk | Ligue 1    | 5           | 0          |
| 2012/13     | Montpellier HSC | Frankrijk | Ligue 1    | 23          | 0          |
| 2013/14     | Montpellier HSC | Frankrijk | Ligue 1    | 30          | 0          |
| 2014/15     | Montpellier HSC | Frankrijk | Ligue 1    | 37          | 0          |
| Club totaal | Club totaal     |           |            | 150         | 1          |
| 2015/16     | US Palermo      | Italië    | Serie A    | 6           | 1          |
| Club totaal | Club totaal     |           |            | 6           | 1          |

Bijgewerkt tot: 3 oktober 2015

## Erelijst
| Kampioen Ligue 1 | 1x | 2011/12 |

1 Pelagotti ·
2 Doda ·
3 Corrado ·
4 Accardi ·
5 Palazzi ·
6 Crivello ·
7 Floriano ·
8 Martin ·
9 Saraniti ·
10 Silipo ·
11 Santana  ·
12 Fallani ·
13 Lancini ·
14 Valente ·
15 Marconi ·
16 Peretti ·
17 Lucca ·
18 Florio ·
19 Odjer ·
20 Kanouté ·
21 Broh ·
22 Matranga ·
23 Rauti ·
24 Somma ·
25 Cangemi ·
26 Marong ·
27 Luperini ·
29 Almici ·
Coach: Boscaglia